# Megahexura fulva
Megahexura fulva là một loài nhện trong họ Mecicobothriidae.